# 長距離走者の孤独
長距離走者の孤独（ちょうきょりそうしゃのこどく、原題: The Loneliness of the Long Distance Runner）は、イギリスの小説家、アラン・シリトーが1959年に出版した短篇小説集、また同書に収録された短篇小説名。「怒れる作家」と呼ばれたシリトーは、この作品で青春期の大人社会への反抗や若者の怒りを描いた。

## ストーリー
主人公のスミスは、労働者階級の貧しい母子家庭に育ち、学校を中退し、仲間と町をうろつく不良少年。ある晩、彼は友人と町のパン屋に忍び込んで金を盗む。やがて警察が家に来て彼は捕まり、感化院に送られる。そこで彼は長距離走の選手として選ばれ、トレーニングを受けるうち、自分でも長距離走を愛するようになり、練習に打ち込むようになった。
彼の才能を見てとった感化院の院長は、彼を院の代表として陸上競技大会に出場させることにし、特別に院外での練習を許可した。入所者がスポーツで優秀な成績を収めることは、院の評価、ひいては自分の評価につながるからであった。
大会の当日、彼は思いきり走る。二位以下を引き離した彼はゴールラインの前にくるが、なぜかそこで立ち止まった。やがて後続の選手があえぎながら追いついてきて先にゴールラインを越え、彼は結局、等外となった。彼はゴールラインを踏むことを拒否することで、院長や、周囲の大人の思惑に反抗したのだった。

## 評価
短編集はホーソーンデン賞を受賞し、表題作は1962年に映画化された。

### 映像化
1962年、『長距離ランナーの孤独』のタイトルで映画化された。

## 訳書
- 丸谷才一・河野一郎訳 『長距離走者の孤独』 集英社 1969年初版
  - 集英社文庫 1977年 ISBN 978-4087600018
  - 新潮文庫 1973年 2014年改版 ISBN 978-4102068014

短編集『長距離走者の孤独』の収録作品は以下の通り。
- 「長距離走者の孤独」The Loneliness of the Long-Distance Runner
- 「アーネストおじさん」Uncle Ernest
- 「レイナー先生」Mr Raynor the Schoolteacher
- 「漁船の絵」The Fishing-boat Picture
- 「土曜の午後」On Saturday Afternoon
- 「試合」The Match
- 「ジム・スカーフィデイルの屈辱」The Disgrace of Jim Scarfedale
- 「フランキー・ブラーの没落」The Decline and Fall of Frankie Buller